# Чернелеле де Сус (Долж)
Чернелеле де Сус (рум. Cernelele de Sus) насеље је у Румунији у жупанији Долж у граду Крајова. Место се налази на надморској висини од 82 m.

## Становништво
Према подацима из 2021. године у насељу је живело 1.153 становника.